# Bulbophyllum lygeron
Bulbophyllum lygeron är en orkidéart som beskrevs av Jaap J. Vermeulen. Bulbophyllum lygeron ingår i släktet Bulbophyllum och familjen orkidéer. Inga underarter finns listade i Catalogue of Life.